# Faheyita
La faheyita és un mineral de la classe dels fosfats. Rep el nom en honor de Joseph John Fahey (Messina, Nova York, EUA, 30 de juliol de 1901 - Adelphi, Maryland, EUA, 29 de juny de 1980), químic de la US Geological Survey.

## Característiques
La faheyita és un fosfat de fórmula química Be₂Mn²⁺Fe³⁺₂(PO₄)₄(H₂O)₆. Cristal·litza en el sistema trigonal. La seva duresa a l'escala de Mohs és 3.
Segons la classificació de Nickel-Strunz, la faheyita pertany a «08.C - Fosfats sense anions addicionals, amb H₂O, amb cations de mida petita i mitjana» juntament amb els següents minerals: fransoletita, parafransoletita, ehrleïta, gainesita, mccril·lisita, selwynita, pahasapaïta, hopeïta, arsenohopeïta, warikahnita, fosfofil·lita, parascholzita, scholzita, keyita, pushcharovskita, prosperita, gengenbachita i parahopeïta.

## Formació i jaciments
Va ser descoberta a la mina Proberil, a Sapucaia do Norte, Galiléia (Minas Gerais, Brasil). També ha estat descrita en altres dos llocs: a la pegmatita Noumas II, a la localitat de Namakwa (Cap Septentrional, Sud-àfrica), i a la localitat de Custer, al comtat homònim situat a l'estat de Dakota del Sud (Estats Units).